# Eleição presidencial na Guiné em 2010

Guiné

As eleições presidenciais na Guiné em 2010 realizaram-se em dois turnos: o primeiro, em 27 de junho de 2010, e o segundo, em 7 de novembro, depois de vários adiamentos.
Alpha Condé foi declarado vencedor, com 52.52% dos votos no segundo turno.
A eleição aconteceu após um golpe de estado, em 2008, e uma tentativa de assassinato do líder da junta Moussa Dadis Camara, em dezembro de 2009. Durante os meses que precederam as eleições, houve muita tensão. Os dois principais  candidatos representavam os maiores grupos étnicos da Guiné  - os fulas e mandingas.